# Frankie Cosmos
Frankie Cosmos ist ein Bandprojekt von Greta Kline (* 21. März 1994) aus New York City. Kline begann das Projekt als Solokünstlerin von zuhause aus in den frühen 2010er Jahren unter verschiedenen Namen (u. a. „Ingrid Superstar“), bevor sie sich mit anderen Musikern unter dem aktuellen Namen zusammentat. Frankie Cosmos’ Stil wird meist als Indie Pop/Rock oder Alternative Pop/Rock beschrieben.

## Biografie
Greta Kline wurde als Tochter der Hollywood-Schauspieler Kevin Kline und Phoebe Cates am 21. März 1994 in New York City geboren. Sie veröffentlichte schon als Teenager regelmäßig Lo-Fi-Bedroom-Recordings über ihre Bandcamp-Seite, damals noch unter dem Alias „Ingrid Superstar“. 2014 erschien dann das erste Album Zentropy unter dem Namen Frankie Cosmos, „eine Sammlung sparsam instrumentierter, feinsinniger Anti-Folk-Pop-Miniaturen“ (byte.fm). Weitere Studioalben folgten mit Next Thing (2016), Vessel (2018) und Close It Quietly (2019). 
Greta Kline spielte mit ihren Eltern und ihrem älteren Bruder, Owen Kline, im Film Beziehungen und andere Katastrophen (2001). Ebenfalls neben ihrem Bruder wirkte sie in einer Rolle des Films Der Tintenfisch und der Wal (2005) mit.

## Diskografie
Studioalben
- 2014: Zentropy
- 2016: Next Thing
- 2018: Vessel
- 2019: Close It Quietly